# Slowakische Basketballnationalmannschaft
Die slowakische Basketballnationalmannschaft repräsentiert die Slowakei bei Basketball-Länderspielen der Herren, etwa bei internationalen Turnieren und bei Freundschaftsspielen.
Das Team konnte sich bisher nicht für Weltmeisterschaften, Olympische Spiele oder Europameisterschaften qualifizieren.

## Geschichte
Die Nationalmannschaft der Slowakei trat im Jahre 1993 der FIBA bei. Für ein internationales Turnier konnte man sich seitdem nicht qualifizieren.
Von 1935 bis 1993 agierten Slowaken in der Tschechoslowakischen Basketballnationalmannschaft, die 1946 Europameister, sechs weitere Male Zweiter und fünf weitere Male Dritter bei diesem Turnier wurde. Nach der Auflösung der Tschechoslowakei wurden sämtliche Sportverbände in der Slowakei neu gegründet, so auch der Basketballverband, der seither ein Basketballteam stellt.

### Bekannte Spieler
- Anton Gavel, wurde mit den Brose Baskets viermal Deutscher Meister und war zwischen 2005 und 2015 Bestandteil des Nationalteams. Seit 2015 spielt er für die deutsche Nationalmannschaft.[1]

## Abschneiden bei internationalen Wettbewerben

### Weltmeisterschaften
- noch nie qualifiziert

### Olympische Spiele
- noch nie qualifiziert

### Europameisterschaften
- noch nie qualifiziert